# 森山飛翔
森山 飛翔（もりやま つばさ、2004年4月7日 - ）は、日本のラグビーユニオン選手。

## プロフィール
- 京都府出身[1]。
- ポジションはプロップ(PR)。
- 身長 180cm、体重 109kg
- 6人兄弟の末っ子で兄の皓太(現・中国電力レッドレグリオンズ)も迅都(現・中国電力レッドレグリオンズ)もラグビー選手[2]。

## 略歴
兄の影響で小学校からラグビーを始めた。
2023年、京都成章高校卒業後、帝京大学に入る。なお京都成章高校時代、高校日本代表に選ばれたことがある。
2024年5月、日本代表宮崎合宿参加メンバーに選ばれた。